# Pentaclorofenol

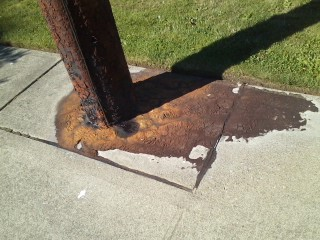
Poste de madera recubierto de pentaclorofenol

El pentaclorofenol o PCF (nombre químico: 2,3,4,5,6-pentaclorofenol) es producto químico cuyo uso se encuentra sumamente restringido, pues está prohibido su uso como plaguicida o biocida, en todas sus formulaciones y usos, por ser dañino para la salud humana y el medio ambiente.

## Resumen de la medida de prohibición
La comercialización y uso de productos que contengan PCF, sus sales y ésteres, están prohibidos por la reglamentación relativa a prohibiciones y restricciones para la comercialización y uso de ciertas sustancias y preparados peligrosos.
Las sustancias y preparados que contengan PCF, sus sales o ésteres pueden comercializarse para el uso en instalaciones industriales no permitiendo la emisión de PCF en cantidades mayores de aquellas prescritas por la legislación existente:
- Para el tratamiento de maderas. La madera tratada no podrá ser usada dentro de edificios o para la fabricación o de tratamiento de contenedores destinados a cultivos, embalajes que puedan venir en contacto con materiales crudos, productos intermedios o terminados destinados al consumo humano y/o animal;
- Como impregnante de fibras y textiles resistentes no entendidos en ningún caso para vestir o para elementos decorativos;
- Para excepciones especiales autorizadas según caso por caso.

En cualquier caso, el PCF usado solo o como un componente de preparaciones, para usar dentro del marco de las excepciones anteriores deberá tener un contenido total de hexaclorodibenzoparadioxina (HCDD) menor de 2 ppm, no puede comercializarse en el mercado en paquetes menores de 20 litros y no puede ser vendido al público en general.
Sin predisposición de otros requisitos de etiquetado, los paquetes de tales preparaciones deberían estar marcados claramente e indeleble: "Reservado para uso industrial y profesional".

## Peligros y  riesgos conocidos respecto a la salud humana
La exposición al pentaclorofenol puede llevar al envenenamiento que es fatal rápidamente. Incluso pequeñas cantidades que pasen a través de la piel pueden causar sudoración, fiebre alta, problemas respiratorios, dolor de tórax y abdomen, y muerte. Una breve exposición puede dañar el hígado, riñones, piel, sangre, pulmones, sistema nervioso y el tramo gastro-intestinal. El contacto puede irritar ojos, nariz y garganta.
La exposición a largo plazo al PCF puede causar mutaciones en células vivas, y puede dañar el feto en desarrollo. La exposición repetida puede dañar el hígado, riñones, sangre y sistema nervioso; puede también causar bronquitis y erupción cutánea. El envenenamiento crónico puede causar pérdida de peso, debilidad y excesiva sudoración.
Las poblaciones con potencialidad de alta exposición al PCF son personas implicadas en la protección de la madera y en fábricas de maderas, carpinteros, trabajadores portuales y los aplicadores del plaguicida. Los residentes cerca de las plantas de fabricación del PCF, torres de enfriado, y los lugares de eliminación y tratamiento de las aguas residuales pueden también estar expuestos al producto a niveles superiores que el público en general. Han reportado tener síntomas de exposición crónica algunas familias que viven en casas tratadas con PCF.

## Peligros y riesgos conocidos respecto al medio ambiente
Dada su acción como desacoplador de la fosforilación oxidativa, el pentaclorofenol es altamente peligroso para la mayoría de las formas de vida terrestre y acuática, dependiendo del nivel de exposición. Es un plaguicida bastante resistente y móvil y como resultado esto puede difundirse en todo tipo de medio ambiente.
Es peligroso para los peces. Extremadamente fitotóxico por contacto. Debería evitarse el desplazamiento casual. El LC50 (48 horas) para la trucha arco iris y marrón es 0,17 mg de pentaclorofenoxido sódico. La luz solar descompondrá el pentaclorofenol en un cierto número de productos químicos tóxicos.
El compuesto es de ligeramente tóxico a prácticamente no tóxico para las aves.
El PCF es moderadamente persistente en el medio ambiente del terreno, con una vida media reportada en el campo de 45 días. En el medio ambiente acuático, el PCF se une principalmente a los sedimentos y a las partículas suspendidas en el agua. El PCF puede ser absorbido por las plantas; la lechuga cultivada en terrenos que contenían PCP ha contenido bajos niveles de residuos. La absorción y la acumulación varían de acuerdo a las especies de plantas. El PCP es fuertemente tóxico para las plantas.